# Zvjerinac
Zvjerinac – wieś w Chorwacji, w żupanii szybenicko-knińskiej, w gminie Biskupija. W 2011 roku liczyła 70 mieszkańców.